# Taskcards.de
Taskcards — це хмарний, освітній онлайн сервіс, на якому користувачі можуть створювати дошки, описи до них, ділитись посиланнями та прикріпляти вкладення. За допомогою функцій Taskcards викладач в змозі провести повноцінний онлайн урок та структурувати тему уроків за допомогою дошок. Taskcards не збирає жодної інформації відносно користувача та відповідає євррпейській політиці захисту даних GDPR.

## Історія
Сервіс Taskcards був розроблений та повністю керується німецькою компанією dSign Systems GmbH. Всі сервери taskcards.de розташовані виключно в Німеччині.

## Використання
Taskcards використовується у різноманітних навчальних закладах (дитячих садках, школах, університетах), в компаніях для організації роботи співробітників, встановлення задач, календар подій та для ведення особистого блогу.